# فردیناند تونیس
فردیناند تونیس (آلمانی: Ferdinand Tönnies؛ زادهٔ ۲۶ ژوئیهٔ ۱۸۵۵ - درگذشتهٔ ۹ آوریل ۱۹۳۶) فیلسوف و جامعه‌شناس اهل آلمان بود. در خانواده‌ای ثروتمند و کشاورز در ایالت دوک‌نشین شلسویگ در شمال آلمان به دنیا آمد. جایی که فرهنگی دهقانی در منطقه‌ای دورافتاده، جای ش را به مکانیزاسیون و اقتصاد پول-محور می‌داد. بزرگ‌ترین برادر ش وارد دادوستد با بازرگانان انگلیسی شد و راه را برای خانواده برای ورود به جهان سرمایه‌داری انگلیسی گشود. در ۱۸۸۱، فردیناند به تدریس در دانشگاه کیل مشغول شد و تا سال ۱۹۳۳ در همان کار ماند تا حزب نازی به سبب وابستگی‌های سوسیال دموکراتیک ش او را برکنار کرد.
تونیس را می‌توانستیم امروز پدر جامعه‌شناسی نوین بدانیم اگر هم‌روزگار بزرگانی چون ماکس وبر و دورکیم نبود. کار ماندگار او در جامعه‌شناسی، توضیح و بازشناسی تفاوت میان اجتماع و جامعه یا گمنشافت و گزلشافت، (Gemeinschaft) و 
(Gesellschaft) است. تونیس سخت از اندیشمندان انگلیسی تاثیر پذیرفته بود. کسانی چون تامس هابز، هنری ماین و هربرت اسپنسر.